# Хейс Вали
Хейс Вали или Долината Хейс (на английски: Hayes Valley) е квартал в град-окръг Сан Франциско, щата Калифорния, САЩ.